# Романовська сільська рада (Панкрушихинський район)
Рома́новська сільська рада (рос. Романовский сельский совет) — сільське поселення у складі Панкрушихинського району Алтайського краю Росії.
Адміністративний центр — село Романово.

## Населення
Населення — 470 осіб (2019; 646 в 2010, 961 у 2002).

## Склад
До складу сільської ради входять:
| Населений пункт | Населення, осіб (2002) | Населення, осіб (2010) |
| --------------- | ---------------------- | ---------------------- |
| Кизилту, селище | 180                    | 138                    |
| Романово, село  | 781                    | 508                    |